# Nordiska Centerungdomens Förbund
Nordiska Centerungdomens Förbund (NCF) är en paraplyorganisation för nordiska ungdomsförbund med en mittenideologi. Organisationen grundades 1965.
NCF ordnar två årliga träffar, representantskapet på hösten och toppmötet på våren.
Förbundets politiska arbete leds av en styrelse och det administrativa av en anställd generalsekreterare.

## Medlemsorganisationer
- Centerpartiets Ungdomsförbund (Sverige)
- Centerstudenter (Sverige)
- Centerns studentförbund (Finland)
- Centerungdomens Förbund i Finland (Finland)
- Svensk Ungdom (Finland)
- Samband Ungra Framsóknarmanna (Island)
- Senterungdommen (Norge)
- Åländsk Ungcenter (Åland)

## Styrelse
President: Hedvig Listrup (Centerpartiets Ungdomsförbund)
1:a Vice President: Jesper Nohr (SUL) 
2:a Vice President: Victor Rundqvist (CS) 

### Ledamöter
- Mathilde Hvied Steiness (RU)
- Lassi Oikkonen (KOL)
- Aapeli Rytkönen (KeNu)
- Gunnar Ásgrímsson (SUF)
- Rebecca Perttula (SU)